# Julia Benson

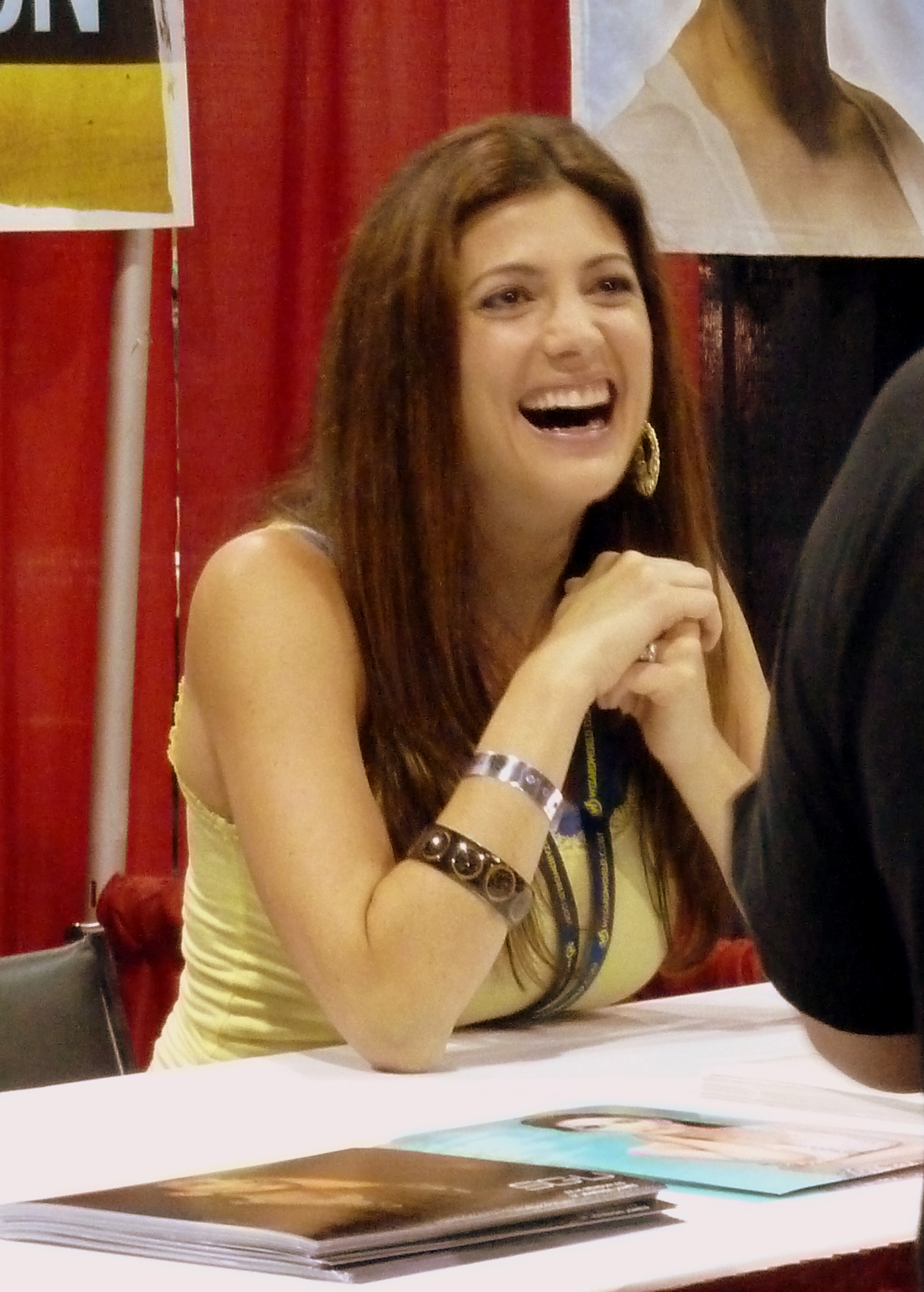
Julia Benson

Julia Benson (geboren als Julia Anderson; * 1979 in Vancouver, British Columbia) ist eine kanadische Schauspielerin.

## Leben
Julia Benson lernte Ballett, Stepptanz und Jazz Dance seit ihrem sechsten Lebensjahr. 2001 schloss sie ihr Studium an der University of British Columbia ab, wo sie Theater und Psychologie studierte. Ihre schauspielerischen Fähigkeiten trainierte sie an der Atlantic Theater Company in New York City.

## Karriere
Julia Bensons Filmkarriere begann im Jahr 2003. 2007 spielte sie die Hauptrolle in Road to Victory, wo sie eine Stripperin darstellte. Seit Oktober 2009 war Benson in der Science-Fiction-Serie Stargate Universe als Lieutenant Vanessa James zu sehen, bis die Serie eingestellt wurde.

## Filmografie
Spielfilme
- 2005: Crazy Late (Kurzfilm)
- 2007: Road to Victory
- 2007: Zero Hour
- 2007: Nur die Liebe hilft (Numb)
- 2007: Blond und blonder (Blonde and Blonder)
- 2008: The Ex-Convict’s Guide to Surviving House Arrest (Kurzfilm)
- 2009: Everything’s Coming Up Rosie (Kurzfilm)
- 2009: Scott’s Land (Kurzfilm)
- 2010: Cinderella Love Story (Lying to Be Perfect, Fernsehfilm)
- 2011: Autumn (Kurzfilm)
- 2011: Armageddon 2012 – Die letzten Stunden der Menschheit
- 2012: Now and Forever (Kurzfilm)
- 2013: That Burning Feeling
- 2013: Leap 4 Your Life
- 2014: Cannabis Kid (Kid Cannabis)
- 2014: What an Idiot
- 2014: Death Do Us Part
- 2015: Dead Rising: Watchtower
- 2016: Marrying the Family
- 2016: The Wedding March
- 2016: Interrogation – Deine Zeit läuft ab! (Interrogation)
- 2017: While You Were Dating
- 2018: To All the Boys I've Loved Before
- 2020: Meine kleine Bäckerei der Träume (Love is a piece of cake)
- 2022: Der erste Blick, der letzte Kuss und alles dazwischen (Hello, Goodbye and Everything in Between)
- 2023: Murder for Sale

Fernsehfilme
- 2007: My Neighbor’s Keeper
- 2008: The Unquiet
- 2008: Past Lies
- 2009: Mr. Troop Mom – Das verrückte Feriencamp (Mr. Troop Mom)
- 2010: Lying to Be Perfect
- 2011: Armageddon 2012 – Die letzten Stunden der Menschheit (Earth’s Final Hours)
- 2013: Chupacabras – Angriff der Killerbestien (Chupacabras vs. the Alamo)
- 2013: Secret Liaison
- 2014: Lucky in Love
- 2016: Looks Like Christmas
- 2022: Perfect Harmony

Fernsehserien
- 2003: Tru Calling – Schicksal reloaded! (Tru Calling, eine Folge)
- 2005: Dead Zone (The Dead Zone, eine Folge)
- 2006: The Evidence (eine Folge)
- 2006: Stargate Atlantis (Folge 3x03)
- 2007: Masters of Horror (eine Folge)
- 2007: Reaper – Ein teuflischer Job (Reaper, eine Folge)
- 2007: Supernatural (eine Folge)
- 2007: Die Geheimnisse von Whistler (Whistler, eine Folge)
- 2007: Aliens in America (eine Folge)
- 2008: Smallville (eine Folge)
- 2009: Harper’s Island (eine Folge)
- 2009–2011: SGU Stargate Universe Kino (fünf Folgen)
- 2009–2011: Stargate Universe (36 Folgen)
- 2010: The Ex-Convict’s Guide (vier Folgen)
- 2011: Shattered (eine Folge)
- 2011: Hiccups (eine Folge)
- 2011: R. L. Stine’s The Haunting Hour (zwei Folgen)
- 2012: Mr. Young (eine Folge)
- 2014: Parked  (fünf Folgen)
- 2014–2015: Cedar Cove – Das Gesetz des Herzens (Cedar Cove, zwölf Folgen)
- 2016: Paranormal Solutions Inc. (acht Folgen)
- 2016: Frequency (zwei Folgen)
- 2016: Motive (eine Folge)
- 2019: BH90210 (eine Folge)

## Auszeichnungen
- 1997: Barry Rector Music Award[4]
- 1997: District Scholarship Award For Drama[4]